# خوان ديل كاستيو
خوان ديل كاستيو (بالإسبانية: Juan del Castillo) (و. 1596 – 1628 م) هو يسوعي ‏، وكاهن كاثوليكي من باراغواي، وإسبانيا، ولد في بيلمونتي، قونكة، توفي في أسونسيون، عن عمر يناهز 32 عاماً.